# اللون الأرجواني (رواية)
اللون الأرجواني (بالإنجليزية: The color Purple) رواية للكاتبة والشاعرة والناشطة الأمريكية أليس والكر. صدرت الرواية عام 1982، وهي حاصلة على جائزة بوليتزر الأدبية عام 1983، وجائزة الكتاب الوطني. تحكي الرواية حياة النساء السود في جنوب الولايات المتحدة في الثلاثينيات من القرن العشرين، وتشير إلى الاعتداءات الجنسية والعلاقات العرقية.
أثارت الرواية جدلاً بسبب المحتوى العنيف، وما أطلق عليه بالفاضح، وخضعت للرقابة في فترات عدة، ومنعتها المجلس المدرسية في الولايات المتحدة من التداول، كما ظهرت في المرتبة 17 لقائمة أكثر 100 كتاب تعرضوا للتحدي من 2000-2009 والتي أعدتها جمعية المكتبات الأمريكية. تحولت الرواية إلى فيلم عام 1985 من إخراج ستيفن سبيلبرغ، وفي عام 2008 عرضت مسرحية موسيقية مقتبسة عن الرواية على مسرح برودواي، وأعيد عرضها في عام 2016 وحازت جائزة أفضل إعادة إحياء مسرحي في جوائز توني المسرحية.
في عام 2012 رفضت مؤلفة الرواية إصدار طبعة لها في إسرائيل، وذلك احتجاجًا على سياسة الفصل العنصري والاضطهاد للشعب الفلسطيني.